# Teoría de la reproducción
Las teorías de la reproducción son un conjunto de teorías educativas desarrolladas en el marco de la sociología de la educación que entienden que la educación es un medio mediante el cual se reproducen o perpetúan las relaciones sociales desiguales vigentes. A diferencia de las teorías pedagógicas que proyectan intervenciones sobre la educación, las teorías educativas de la reproducción solo intentan describir y explicar el funcionamiento de la escuela, destacando fundamentalmente su papel en la reproducción de las desigualdades sociales.
Estas teorías surgieron entre los años 60 y 80, principalmente en Francia y Estados Unidos, aunque su influencia se extendería al resto del mundo. El marco teórico en que se sitúan es el marxismo y otras corrientes críticas de las desigualdades del capitalismo. Provienen de varios campos disciplinarios, como la filosofía, la economía, la sociología o la antropología cultural.
Los principales exponentes de esta corriente son Louis Althusser con su teoría de los aparatos ideológicos de Estado, Christian Baudelot y Roger Establet, quienes ofrecen datos empíricos para sostener la teoría de Althusser con investigaciones acerca de las "dos redes de escolarización" en Francia, los estadounidenses Samuel Bowles y Herbert Gintis con su "teoría de la correspondencia" y Pierre Bourdieu, Jean-Claude Passeron y Basil Bernstein quienes ponen el énfasis en la "reproducción cultural" y la importancia del lenguaje como mecanismo de reproducción.

## Desarrollos teóricos
La tesis credencialista de Randall Collins, critica fuertemente al funcionalismo en cuanto a que la expansión educativa responde a cambios en la estructura productiva y a las nuevas necesidades ocupacionales. Esta tesis remarca que los grupos dominantes hacen que la educación sea jerarquizada e introducen cambios para revalorizar determinados títulos y devaluar otros. La inversión en el sistema educativo se produce para alcanzar posiciones de poder, pero lo que realmente sucede es que los individuos más cualificados no ocupan cargos que requieran un elevado conocimiento y uso tecnológico, sino que ocupan puestos burocráticos del sector público o en grandes corporaciones privadas, pero que no son posiciones de máximo poder.
En la teoría de la reproducción cultural introducida por Bourdieu y Passeron la escuela reproduce la desigualdad y la dominación: la forma en la que se ejerce la transmisión cultural explica que determinados grupos tengan garantía de éxito o fracaso. La escuela usa violencia simbólica en el sentido que discrimina ciertos habitus, que son determinadas disposiciones culturales, y que filtran la selección del buen alumnado. La violencia simbólica se lleva a cabo de la siguiente manera: la escuela considera como universal el capital cultural dominante. Pero en la escuela entran niños con diferentes capitales culturales y habitus, ya que provienen de diferentes sectores socioeconómicos. Entonces, la escuela, revestida de la autoridad pedagógica que vuelve neutra esta distinción social, reproduce la sociedad: al que le fue bien sigue adelante con sus estudios (meritocracia) y el sujeto que fracasó toma al fracaso como propio. Esta teoría es tomada por algunos autores como una teoría del conflicto y no del funcionalismo crítico). Esto lleva a la conclusión de que los contenidos y prácticas educativas son el resultado de la dominación de unas clases sobre otras a través de la imposición cultural de una cultura calificada erróneamente como universal.
Basil Bernstein agrega a esta teoría otro modo de interpretación: los códigos sociolingüísticos. Para esto se basa en dos tesis fundamentales: 1) Cómo los factores de clase regulan la estructura de comunicación de la familia y, por lo tanto, la orientación del código sociolingüístico inicial de la infancia (código restringido), 2) Cómo los mismos factores de clase regulan la institucionalización de los códigos elaborados en la educación, así como las formas de transición y de su manifestación. De esta manera, Bernstein explica la forma institucionalizada de la reproducción cultural, y los efectos que produce en la conciencia de los diferentes grupos sociales. Es por medio del lenguaje que el orden social se interioriza, y que la estructura social se incorpora en la experiencia del sujeto. Así, la clase perteneciente a la cultura dominante posee un pensamiento más abstracto: un código elaborado, y la escuela utiliza este código para todos los alumnos. De esto se deduce que el fracaso escolar es tomado como consecuencia de decisiones individuales, más que de su componente de clase social. La teoría de Bernstein tiene un planteamiento estructuralista, ya que el acceso a un tipo u otro de código no depende de las cualidades psicológicas del sujeto sino de su posición en la estructura social, que depende, a su vez, en la división del trabajo. La manera en que el código es adquirido y practicado depende de los principios de control que subyacen en las instancias de control simbólico.

## Críticas a las teorías de la reproducción
Partiendo del reconocimiento del aporte de estas teorías para contemplar la influencia de las relaciones económicas y las desigualdades entre las clases sociales en el éxito escolar, han surgido diversas críticas a este enfoque.
Las críticas más recurrentes son aquellas que refieren a la imposibilidad, derivada de una elección metodológica estructuralista, de reconocer la capacidad de los sujetos (tanto educandos como educadores) de reaccionar contra las imposiciones del modelo dominante. Esta postura "reduccionista" impediría observar las contradicciones constantes en las instituciones educativas, ignorando que también la educación es un ámbito de la lucha de clases. Otra crítica común, efectuada como extensión de la crítica general al marxismo, es la del "economicismo" o determinismo económico, por esto se entiende la tendencia a explicar todos los fenómenos sociales como causados por las condiciones económicas.
Como respuesta a estas teorías reproductivistas han surgido las llamadas teorías de la resistencia, que principalmente desde un marco etnográfico y sin desechar el marxismo pretender introducir las contradicciones que el estructuralismo no señalaba. Sus principales exponentes son Paul Willis, Henry Giroux, Michael Apple y Angela McRobie.